# 德意志民主共和國國徽
德意志民主共和國國徽為圓形、紅地，上繪金色的錘子 （代表工人）和圓規 （代表知識份子），外環飾以被黑紅金三色帶束起的黑麥穗束 （代表農民），並放棄以往德國國徽的老鷹設計。最初启用于1950年1月12日，仿照了蘇聯國徽的样式，为白地，仅绘有锤子和穗束，代表德意志民主共和国是一个工农国家。圆规和三色带在1953年5月28日被加上，而红地是在1959年9月26日才被加上。1959年10月1日被添加到东德国旗上。1990年5月31日国徽被东德人民议会废除。
东德国家人民军军徽、人民警察徽记分别是东德徽加上花环和十二角星。
先前几年在西德境内（含西柏林）展示东德国徽会被视为违宪，直到维利·勃兰特在1969年推行东方政策时才推翻了这一规定。

关于将德意志之鹰作为东德国徽的提案

在此之前，德意志民主共和国成立后不久，就开始着手设计这个新国家的国徽。1949年11月的国徽方案之一是德意志之鹰的变体，鹰头朝向左侧，周围环绕着“德意志民主共和国”字样。这个方案最终没有被采用。

## 历史
| 圖 | 國家             | 使用           |
| -- | ---------------- | -------------- |
|    | 德意志民主共和国 | 1950年－1953年 |
|    | 德意志民主共和国 | 1953年－1955年 |
|    | 德意志民主共和国 | 1955年－1990年 |

## 军徽
| 國旗 | 國家             | 使用                       |
| ---- | ---------------- | -------------------------- |
|      | 德意志民主共和国 | 东德国家人民军军徽         |
|      | 德意志民主共和国 | 东德国家人民军空军军徽     |
|      | 德意志民主共和国 | 德意志民主共和国边防军军徽 |
|      | 德意志民主共和国 | 东德国家人民军陆军军徽     |